# Nokia 7210 Supernova
Il Nokia 7210 Supernova è un feature phone prodotto dall'azienda finlandese Nokia e messo in commercio nel 2008.

## Caratteristiche
- Dimensioni: 106 x 45 x 10,6 mm
- Massa: 70 g
- Sistema operativo: Nokia S40 5th edition
- Risoluzione display: 240 x 320 pixel a 262 144 di colori
- Durata batteria in conversazione: 3 ore
- Durata batteria in standby: 240 ore (10 giorni)
- Memoria: 30 MB espandibile con MicroSD
- Fotocamera: 2.0 megapixel
- Bluetooth